# Coupe d'Asie des clubs champions 1998-1999
Navigation
Édition précédente Édition suivante
La Coupe d'Asie des clubs champions 1998-1999 voit le sacre du club japonais de Júbilo Iwata qui bat les Iraniens de Esteghlal Téhéran en finale au Stade Azadi de Téhéran. C'est le tout premier titre en Coupe d'Asie pour le club d'Iwata.

## Premier tour

### Asie de l'Ouest
| Équipe 1            | Résultat | Équipe 2                 | Aller | Retour   |
| ------------------- | -------- | ------------------------ | ----- | -------- |
| Air Force Club      | 9 - 0    | Khidmat Rafah            | 7 - 0 | 2 - 0    |
| Al Ain Club         | 7 - 2    | Oman Club                | 5 - 2 | 2 - 0    |
| Al-Ansar            | 3e - 3   | Al-Arabi Sports Club     | 1 - 0 | 2 - 3    |
| Riffa Club          | 2 - 3    | Al Wehda Club Sanaa      | 2 - 0 | 0 - 3 ap |
| Al-Salmiya SC       | 2 - 3    | Al-Hilal FC              | 0 - 0 | 2 - 3    |
| Köpetdag Achgabat   | 4e - 4   | FC Irtysh Pavlodar exclu | 4 - 1 | 0 - 3    |
| Vakhsh Qurghonteppa | -        | Neftchi Ferghana forfait | -     | -        |
| Esteghlal Téhéran   | -        | Exempt                   | -     | -        |

### Asie de l'Est
| Équipe 1                       | Résultat | Équipe 2              | Aller | Retour |
| ------------------------------ | -------- | --------------------- | ----- | ------ |
| Pohang Steelers (T)            | 6 - 0    | Cang Sai Gon          | 2 - 0 | 4 - 0  |
| Singapore Armed Forces FC      | 2 - 4    | Selangor FA           | 1 - 4 | 1 - 0  |
| Instant-Dict FC                | 0 - 7    | Júbilo Iwata          | 0 - 3 | 0 - 4  |
| BEC Tero Sasana                | 6 - 1    | Nabil Three Star Club | 6 - 1 | -      |
| Dalian Wanda                   | 6 - 0    | East Bengal Club      | 6 - 0 | 0 - 0  |
| Club Valencia                  | 0 - 6    | Busan Daewoo Royals   | 0 - 2 | 0 - 4  |
| forfait Allied Bank Limited FC | -        | Saunders SC           | -     | -      |
| Finance and Revenue            | -        | Exempt                | -     | -      |

## Huitièmes de finale

### Asie de l'Ouest
| Équipe 1            | Résultat | Équipe 2          | Aller | Retour |
| ------------------- | -------- | ----------------- | ----- | ------ |
| Air Force Club      | 1 - 3    | Esteghlal Téhéran | 1 - 1 | 0 - 2  |
| Al Ain Club         | 3 - 2    | Al-Ansar          | 3 - 1 | 0 - 1  |
| Al Wehda Club Sanaa | 2 - 6    | Al-Hilal FC       | 2 - 2 | 0 - 4  |
| Vakhsh Qurghonteppa | 0 - 6    | Köpetdag Achgabat | 0 - 1 | 0 - 5  |

### Asie de l'Est
| Équipe 1            | Résultat | Équipe 2            | Aller | Retour |
| ------------------- | -------- | ------------------- | ----- | ------ |
| Dalian Wanda        | 3 - 1    | BEC Tero Sasana     | 3 - 0 | 0 - 1  |
| Júbilo Iwata        | 4 - 0    | Finance and Revenue | 4 - 0 | -      |
| Saunders SC         | 1 - 9    | Busan Daewoo Royals | 1 - 4 | 0 - 5  |
| Pohang Steelers (T) | 10 - 1   | Selangor FA         | 6 - 0 | 4 - 1  |

## Quarts de finale
Les 8 équipes qualifiées sont réparties en 2 poules géographiques de 4 équipes qui s'affrontent une fois. Les deux premiers de chaque poule se qualifient pour les demi-finales.

### Asie de l'Est
- Matchs disputés à Al Ain, aux Émirats arabes unis

| Rang | Équipe            | Pts | J | G | N | P | Bp | Bc | Diff |  | Résultats (▼ dom., ► ext.) |  |     |     |     |
| ---- | ----------------- | --- | - | - | - | - | -- | -- | ---- |  | -------------------------- |  | --- | --- | --- |
| 1    | Al Ain Club       | 6   | 3 | 2 | 0 | 1 | 7  | 2  | +5   |  | Al Ain Club                |  | 0-1 | 1-0 | 6-1 |
| 2    | Esteghlal Téhéran | 6   | 3 | 2 | 0 | 1 | 3  | 2  | +1   |  | Esteghlal Téhéran          |  |     | 2-1 | 0-1 |
| 3    | Al-Hilal FC       | 3   | 3 | 1 | 0 | 2 | 5  | 5  | 0    |  | Al-Hilal FC                |  |     |     | 4-2 |
| 4    | Köpetdag Achgabat | 3   | 3 | 1 | 0 | 2 | 4  | 10 | -6   |  | Köpetdag Achgabat          |  |     |     |     |

### Asie de l'Ouest
- Matchs disputés à Chongqing, en Chine

| Rang | Équipe              | Pts | J | G | N | P | Bp | Bc | Diff |  | Résultats (▼ dom., ► ext.) |  |     |     |     |
| ---- | ------------------- | --- | - | - | - | - | -- | -- | ---- |  | -------------------------- |  | --- | --- | --- |
| 1    | Dalian Wanda        | 5   | 3 | 1 | 2 | 0 | 5  | 3  | +2   |  | Dalian Wanda               |  | 2-0 | 1-1 | 2-2 |
| 2    | Júbilo Iwata        | 4   | 3 | 1 | 1 | 1 | 3  | 3  | 0    |  | Júbilo Iwata               |  |     | 1-1 | 2-0 |
| 3    | Pohang Steelers     | 3   | 3 | 0 | 3 | 0 | 3  | 3  | 0    |  | Pohang Steelers            |  |     |     | 1-1 |
| 4    | Busan Daewoo Royals | 2   | 3 | 0 | 2 | 1 | 3  | 5  | -2   |  | Busan Daewoo Royals        |  |     |     |     |

## Tableau final
- Toutes les rencontres sont disputées au Stade Azadi, de Téhéran.

|  | Demi-finales         | Demi-finales      |                        |   | Finale | Finale |
|  | Demi-finales         | Demi-finales      |                        |   | Finale | Finale |
|  |                      |                   |                        |   |        |        |
|  |                      |                   |                        |   |        |        |
|  |                      |                   |                        |   |        |        |
|  | Al Ain Club          | 2 (2)             |                        |   |        |        |
|  | Al Ain Club          | 2 (2)             |                        |   |        |        |
|  | Júbilo Iwata tab     | 2 (4)             |                        |   |        |        |
|  | Júbilo Iwata tab     | 2 (4)             | Júbilo Iwata           | 2 |        |        |
|  |                      |                   | Júbilo Iwata           | 2 |        |        |
|  |                      | Esteghlal Téhéran | 1                      |   |        |        |
|  | Dalian Wanda         | Esteghlal Téhéran | 1                      | 3 |        |        |
|  | Dalian Wanda         |                   |                        | 3 |        |        |
|  | Esteghlal Téhéran ap | 4                 |                        |   |        |        |
|  | Esteghlal Téhéran ap | 4                 | Match pour la 3e place |   |        |        |
|  |                      |                   |                        |   |        |        |
|  |                      |                   |                        |   |        |        |
|  |                      |                   |                        |   |        |        |
|  | Al Ain Club          | 3                 |                        |   |        |        |
|  | Al Ain Club          | 3                 |                        |   |        |        |
|  | Dalian Wanda         | 2                 |                        |   |        |        |
|  | Dalian Wanda         | 2                 |                        |   |        |        |